# Rudolf Probst
Rudolf Probst, ps. „Świt”, „Weksler”, „Zygmunt Panek” (ur. 23 marca 1923 w Jaśliskach, zm. 13 lutego 2015 w Radzyniu Podlaskim) – żołnierz ZWZ-AK (oddział OP-23), łącznik i kolporter, od listopada 1943 do czerwca 1944 roku tłumacz w placówce Gestapo w Sanoku. Uczestnik akcji „Burza” w powiecie sanockim. Biolog, nauczyciel, dyrektor szkół.

## Życiorys
Urodził się 23 marca 1923 r. w Jaśliskach, w ówczesnym powiecie sanockim. Był synem Alojzego. Pochodził z Zarszyna, gdzie zamieszkał z rodzicami oraz bratem, i w tej miejscowości ukończył szkołę podstawową. Następnie uczęszczał do Państwowego Gimnazjum im. Królowej Zofii w Sanoku. Po wybuchu II wojny światowej pracował w miejscowym tartaku, gdzie jego ojciec był kierownikiem zmiany. W 1940 wstąpił do Związku Walki Zbrojnej. Od maja tego roku był łącznikiem na obszarze placówki ZWZ nr 2 działającym pomiędzy plutonami a placówkami i komendą obwodu „San”. Do 1943 roku był łącznikiem i kolporterem prasy konspiracyjnej (misje do Stryja i Stanisławowa). W domu Probstów – dzięki podpisaniu niemieckiej listy narodowościowej – można było słuchać audycji radiowych, dom ten był również miejscem spotkań konspiracyjnej ZWZ.

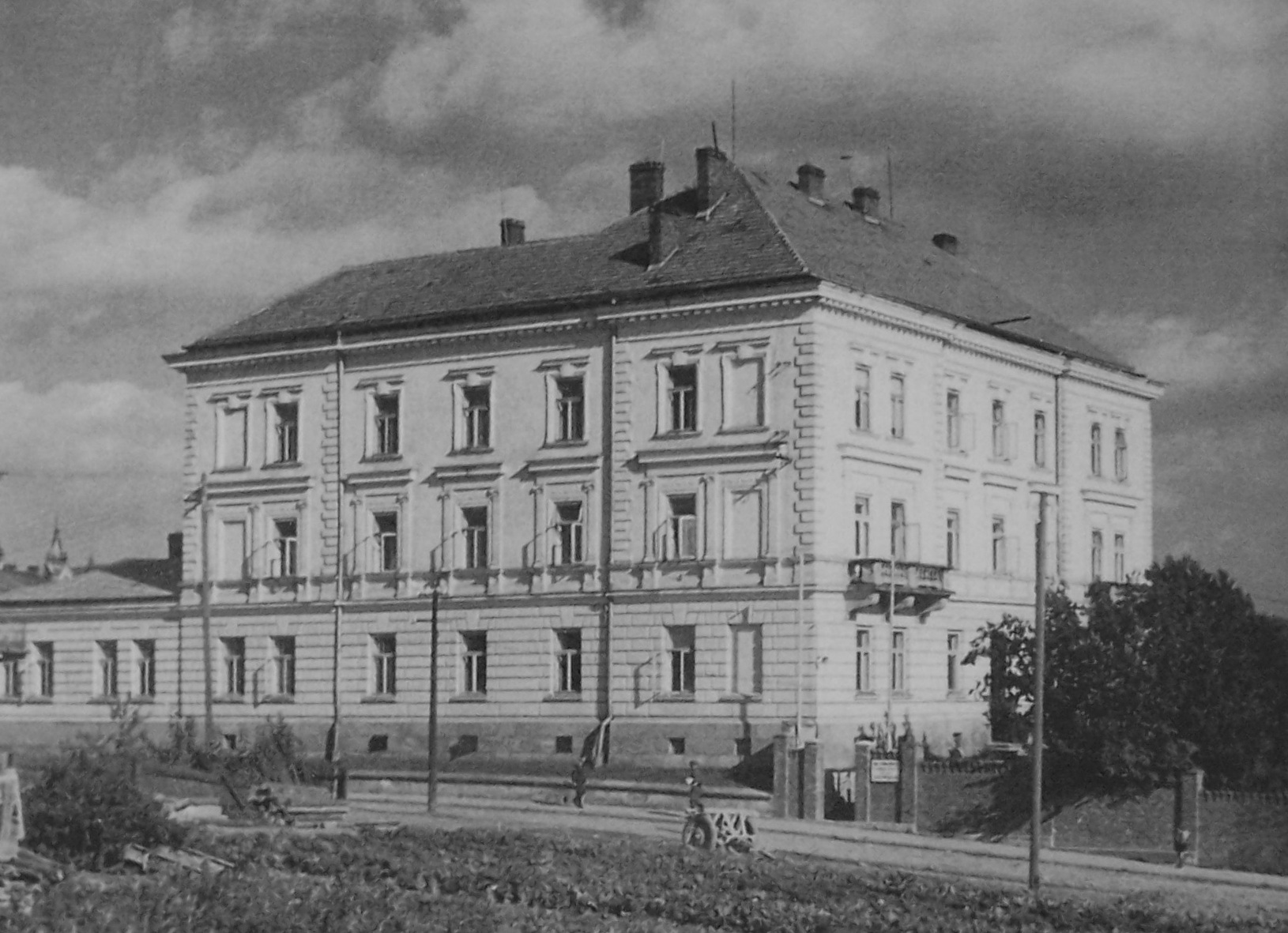
Budynek przy ul. Henryka Sienkiewicza 5 w Sanoku – podczas okupacji niemieckiej miejsce pracy R. Probsta w Gestapo

Po fali aresztowań działaczy podziemia z 1942 postanowiono podjąć próbę zatrudnienia w siedzibie Gestapo w Sanoku zakonspirowanego przedstawiciela AK w celu przechwytywania informacji o planowanych aresztowaniach czy łapankach. Wybór padł na Probsta z uwagi na jego znajomość języka niemieckiego oraz dodatkowo fakt, że jego ojciec wnioskował o wpis na Volkslistę, tzn. był volksdeutschem (historyk Andrzej Brygidyn wskazał na używane podczas wojny miano tzw. „starych volksdeutschów”, którym określano osoby wykazujące się pozytywnie wobec Polaków, np. udzielające im pomocy, a nawet działające w ramach polskiej konspiracji). Kandydaturę Probsta przedstawił Mieczysław Granatowski ps. „Gram” dowódcy Obwodu AK Sanok, kpt. Adamowi Winogrodzkiemu ps. „Korwin”. W maju 1943 Rudolf Probst nawiązał kontakt z kpt. Winogrodzkim w majątku Oskara Schmidta w Besku. Został następnie zaprzysiężony, zobowiązany do złożenia wniosku o wciągnięcie na volkslistę oraz złożenia podania o przyjęcie w Gestapo. Po około pół roku został przyjęty do pracy w Gestapo i podjął tam pracę w listopadzie 1943 roku pełniąc służbę w randze kaprala w placówce kierowanej przez SS-Obersturmführera Karla Luxa przy Bergstrasse 5 w Sanoku (obecnie budynek przy ul. Henryka Sienkiewicza 5) jako tłumacz korespondencji, donosów, pism oraz przesłuchań. Otrzymał mundur i stopień SS-Unterscharführera. Obsługiwał m.in. telefony i odbierał informacje z dalekopisu. Placówka sanockiego gestapo ze względu na położenie w strefie przygranicznej miała bezpośrednie połączenie z Berlinem. W maju i czerwcu 1944 roku tuż przed zbliżającym się frontem radzieckim był jednym z konwojentów sanockiego archiwum podczas ewakuacji placówki gestapo do Tarnowa. Jako wyznaczony przez AK do pełnienia funkcji agenta w siedzibie sanockiego gestapo, pełnił rolę tzw. wtyczki – przekazywał informacje o zagrożeniach, zabezpieczał organizację przed infiltracją donosicieli, zdrajcami i konfidentami. Zdobywane w Gestapo informacje przekazywał współpracownikom z AK w restauracjach i w toaletach. W swojej działalności funkcjonował pod pseudonimem „Weksler”, przybranym tylko do tej akcji. Dzięki jego pracy uratowano dziesiątki osób związanych z polskim ruchem oporu. Z uwagi na brak opracowań nie wiadomo, czy Rudolf Probst pełnił jakieś samodzielne zadania na terenie placówki sanockiego Gestapo, czy mógł być tylko przykrywką dla działalności innych. W okresie tym urząd powiatowego radcy szkolnego – Kreisschulrata w Sanoku sprawował inny Niemiec Willy Huber, który ostrzegał polską młodzież gimnazjalną, zaangażowaną w działalność ZWZ-AK przed spodziewanymi obławami rzeszowskiego Gestapo. Rozpracował oraz przekazał polskiemu podziemiu całą gestapowską placówkę oraz listę osób rozpracowujących polski ruch oporu m.in. dane dotyczące Johana Lindego, Alfreda Hoenecke, Johana Bertholda Backera, Ottona Kratzmana, Ottona Grossa, Ottona Haferkorna, Adolfa Müllera, Karla Seifrieda, Maxa Lescha, Edwarda Fuchsla, Heinricha Wienbuda, Lwa Humeniuka i Hansa Quambuscha. Ponadto przekazał kierownictwu obwodu ZWZ listę konfidentów (akcja pod kryptonimem „Kośba”). 21 czerwca 1944, po odebraniu w pracy telefonu zawiadamiającego o istnieniu „polskiej wtyczki” w gestapo, w obawie przed ujawnieniem jego podwójnej roli (rozpoznania na czas dokonał oficer wywiadu ZWZ, Władysław Skałkowski ps. „Dąb”) pospiesznie oddalił się z miejsca pracy, zabierając ze sobą listę polskich konfidentów-informatorów gestapo. Na stacji Sanok Miasto – w pobliżu sanockiej siedziby gestapo – wsiadł do pociągu i dotarł do Zarszyna, gdzie ukrywał się w browarze. Poszukujący go Niemcy przybyli tam wkrótce, lecz nie zdołali go odkryć.
Następnie Rudolf Probst pod zmienioną tożsamością jako Zygmunt Panek został przeniesiony do Rymanowa. Był uczestnikiem akcji „Burza” w powiecie sanockim. Służył w plutonie Wojciecha Rosolskiego ps. „Skalny”. Wskutek choroby został zwolniony z oddziału w sierpniu 1944 roku i został łącznikiem.
Po wkroczeniu wojsk radzieckich tymczasowo był tłumaczem między miejscową ludnością a rosyjskimi urzędnikami. Po nadejściu NKWD i fali aresztowań żołnierzy AK zdecydował się wyjechać, uprzednio składając w sądzie wojewódzkim w Jaśle oskarżenie-donos na siebie, iż podczas wojny służył w Gestapo na rozkaz AK. Po roku wydano mu zaświadczenie z sądu w Rzeszowie, że nie pracował dla Niemców, po czym w 1945 roku wyjechał do Siedlec, gdzie odnalazł rodziców. W 1946 roku zamieszkał w Lublinie, zdał maturę i w 1947 roku rozpoczął studia na Wydziale Biologii i Nauk o Ziemi Uniwersytetu im. Marii Curie-Skłodowskiej w Lublinie. Podczas studiów i po nich był stale kontrolowany i inwigilowany przez Urząd Bezpieczeństwa. Po wojnie w okresie PRL, w obliczu wystąpień przeciwko Probstowi, w jego obronie stanęli inni działacze konspiracji w Sanoku: Mieczysław Granatowski, Władysław Pruchniak i Piotr Dudycz, którzy w tej sprawie ogłosili oświadczenie.
W 1949 roku podjął pracę w liceum w Tarnogórze jako nauczyciel biologii i chemii. W 1951 roku został przeniesiony do liceum ogólnokształcącego w Grabowcu, gdzie był nauczycielem biologii do 1955 roku, w tym od 1954 roku dyrektorem. Następnie przeniósł się do Radzynia Podlaskiego, gdzie rozpoczął pracę w liceum. Był nauczycielem biologii, języka niemieckiego i pełnił funkcję dyrektora szkolnego (1959-1963); został także szefem Szkolnego Koła Krajoznawczo-Turystycznego PTTK. W latach 80. przeszedł na emeryturę.
W latach 90. XX wieku wstąpił do Światowego Związku Żołnierzy Armii Krajowej i został wiceprezesem oddziału tej organizacji w Radzyniu Podlaskim.
Jego żoną została Krystyna z domu Samsonowicz. Mieli dwie córki: Grażynę i Małgorzatę, także nauczycielki biologii.
Zmarł 13 lutego 2015 r., pogrzeb odbył się na cmentarzu w Radzyniu Podlaskim, po mszy św. w miejscowym Kościele Trójcy Świętej.

## Upamiętnienie

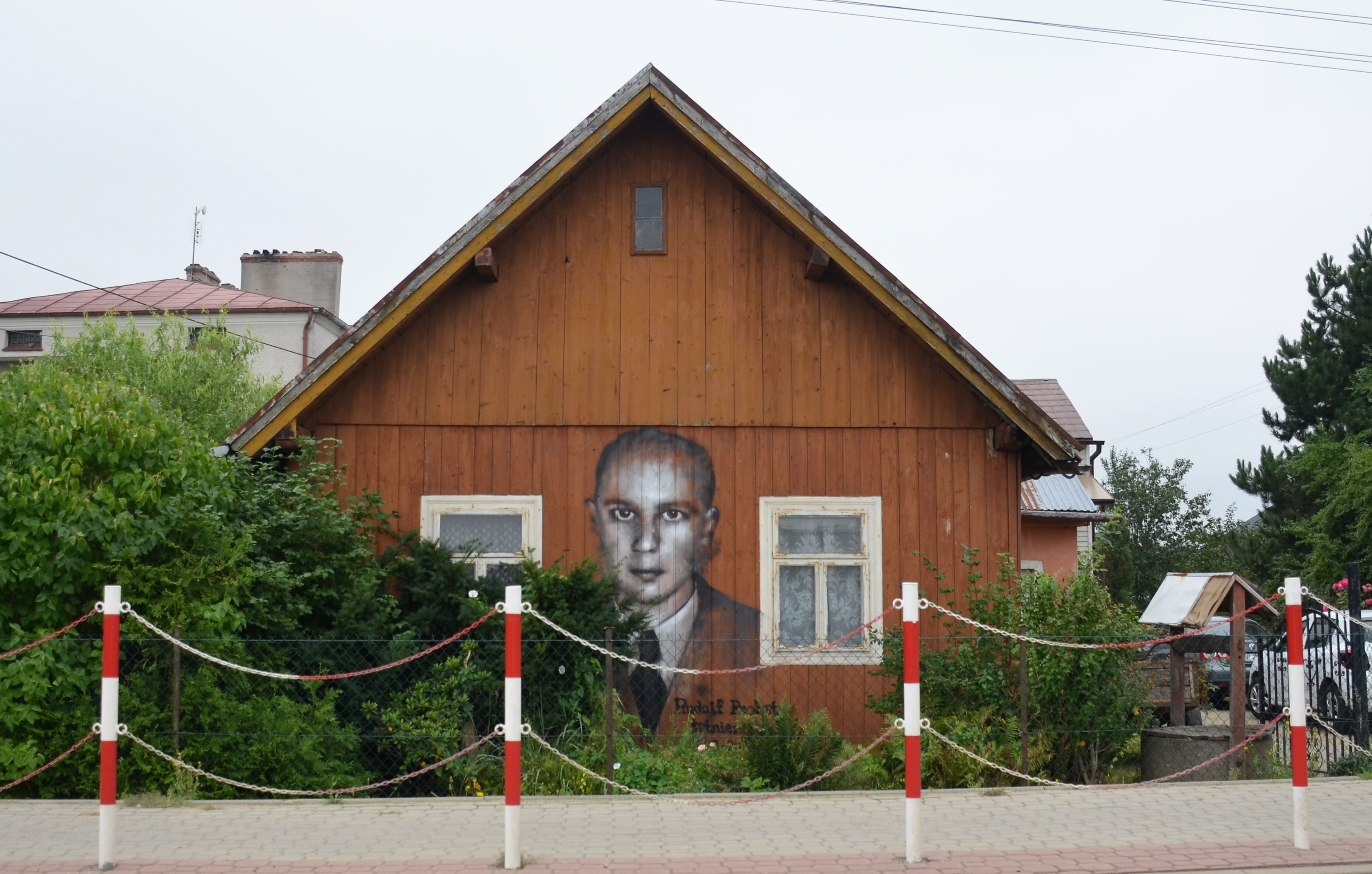
Podobizna Rudolfa Probsta w Zarszynie autorstwa Arkadiusza Andrejkowa

- 14 czerwca 2010, w Programie Pierwszym Polskiego Radia, wyemitowany został reportaż Magdy Skawińskiej „Wtyczka”, w którym Rudolf Probst opowiedział o swojej misji, agenta AK w siedzibie sanockiego gestapo[23].
- W 2014 TVP Rzeszów zrealizowała dla TVP Historia film dokumentalny pt. Byłem w Gestapo, opowiadający o losach i roli Rudolfa Probsta podczas II wojny światowej[24][25].

## Ordery i odznaczenia
- 1971 – Krzyż Partyzancki
- 1981 – Złoty Krzyż Zasługi
- 1986 – Krzyż Kawalerski Orderu Odrodzenia Polski
- 1995 – Odznaka Weterana Walki o Niepodległość
- 1998 – Odznaka pamiątkowa Akcji „Burza”
- 1998 – Krzyż Armii Krajowej